# Dominika Hronová
Dominika Hronová, född 6 januari 1999 i Pelhřimov, är en tjeckisk taekwondoutövare. 

## Karriär
I juni 2023 vid europeiska spelen i Kraków-Małopolska tog Hronová brons i 53 kg-klassen.